# Citroën Traction Avant

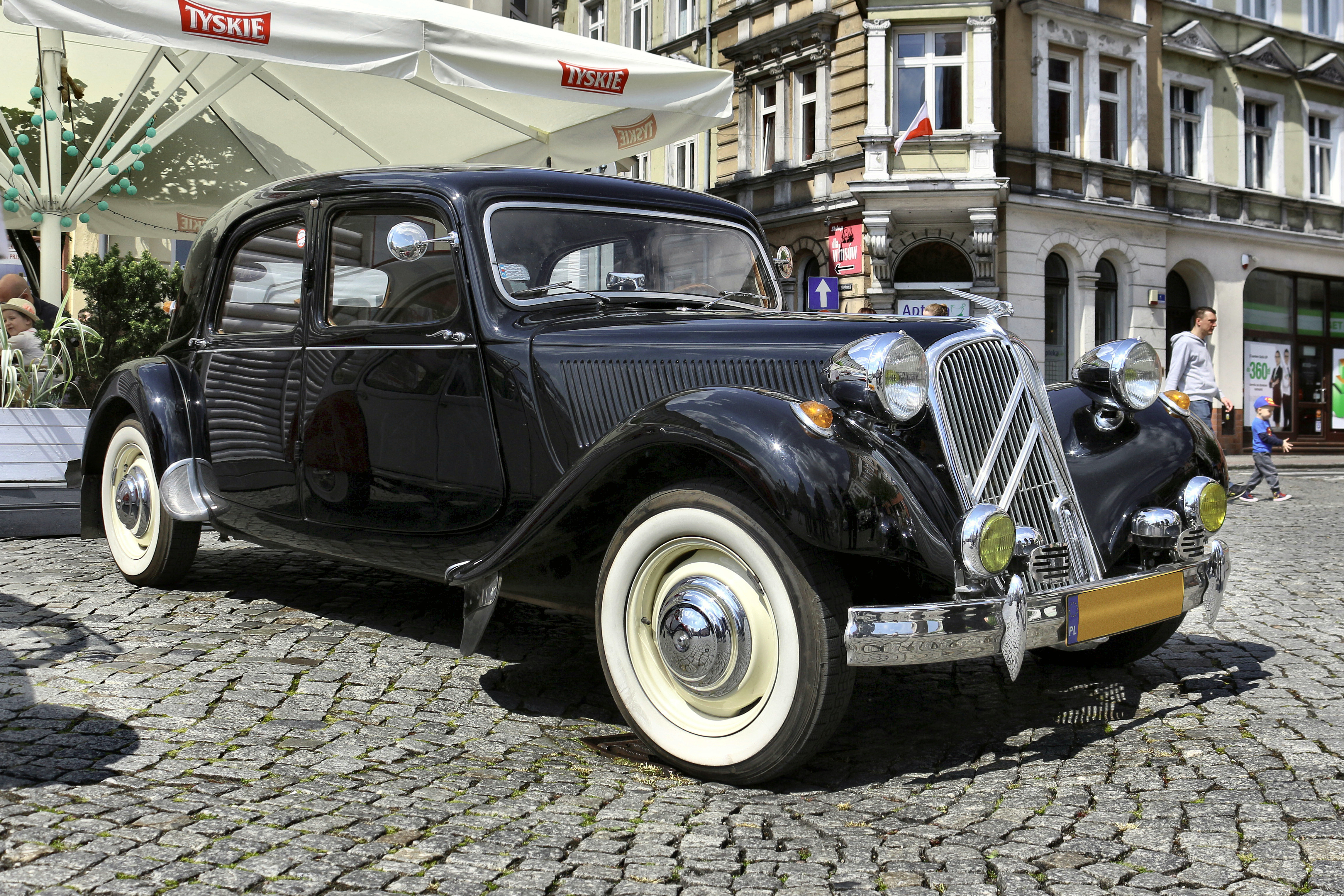
Citroën 11B, 1952

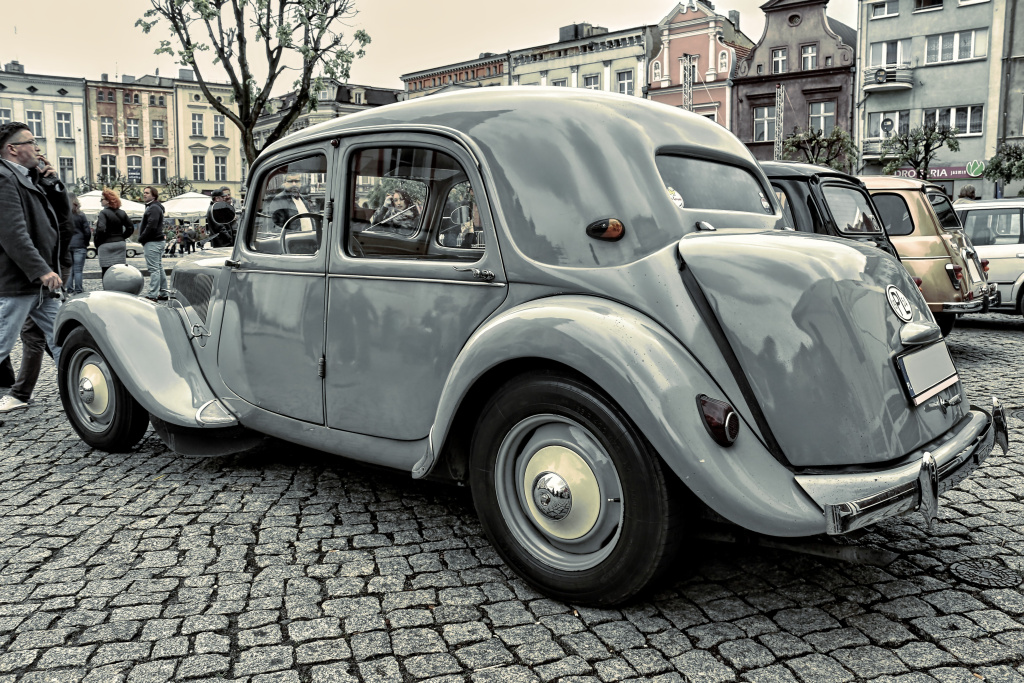
Citroën 11BL (z przedłużonym bagażnikiem) z 1954

Citroën Traction Avant – model samochodu osobowego produkowanego przez firmę Citroën w latach 1934–1957, wyróżniający się samonośnym nadwoziem i przednim napędem. Oryginalnie produkowany pod oznaczeniami 7CV, 11CV i 15CV, samochód ten był powszechnie znany pod nieoficjalną nazwą Traction Avant, oznaczającą z języka francuskiego „napęd przedni”.

## Historia modelu
Citroën Traction Avant od momentu premiery w 1934 na salonie motoryzacyjnym w Paryżu (główna produkcja auta odbywała się na Quai de Javel w Paryżu), wywołał zachwyt innowacyjnością zastosowanych rozwiązań technicznych. Było to jedno z pierwszych aut (po Stoewer V5 1930 ze Szczecina) z przednim napędem (Traction Avant – z francuskiego znaczy „napęd przedni”), posiadało nadwozie samonośne zbudowane na płycie ramowej, niezależne zawieszenie kół (według projektu Ferdynanda Porsche), hamulce hydrauliczne wszystkich kół, samonastawny silnik. Projekt nadwozia Traction Avanta nie został narysowany, ale pierwotnie został wyrzeźbiony w glinie przez rzeźbiarza Flaminia Bertoniego.
Auto, dzięki przedniemu napędowi i poprawionemu rozkładowi masy (obniżenie środka ciężkości przez posadowienie niżej foteli, przesunięcie silnika pod samą szybę czołową, a skrzyni biegów do przodu), dobrze trzymało się drogi, co pozwalało na szybszą jazdę na zakrętach. W przedwojennej prasie motoryzacyjnej pisano: połączenie konstrukcji nadwozia samoniosącego z napędem na przednie koła pozwoliło na uzyskanie samochodu bardzo niskiego, który jednak wewnątrz posiada dość miejsca, ponieważ najniższy punkt tego wozu ponad ziemią to właśnie blaszana podłoga nadwozia. Element nośny stanowiły progi w postaci blaszanej belki o przekroju skrzynkowym, wysokości 155 mm i szerokości 75 mm, przechodzące z przodu w ramiona obejmujące silnik. Samochód chętnie wykorzystywany był przez gangsterów (stąd znany był w Europie jako „Gangstalimuzine”), potem także policję i służby państwowe, w tym po II wojnie światowej przez polskie Ministerstwo Bezpieczeństwa Publicznego. Cechą charakterystyczną tego modelu Citroëna był wielki emblemat marki umieszczony na całej szerokości kraty chłodnicy. Model ten był budowany do 1957, z kilkoma rodzajami silników i w kilku odmianach nadwozia.
Wersje silnika:
- model 7CV, o pojemności 1303 cm³
- model 11CV, o pojemności 1911 cm³
- model 15CV, z sześcioma cylindrami o pojemności 2867 cm³ (od 1954 dostępny również w wersji Traction Avant 15H z hydropneumatycznym zawieszeniem tylnej osi).

Wersje nadwozia:
- Légère (2-miejscowe coupé, 1935–37)
- B Normale (oznaczane jako B lub BN) – nadwozie standardowe typu berlina
- B Légère (oznaczane jako BL) – nadwozie berlina, nieznacznie zmniejszone w stosunku do BN – najpopularniejsza wersja nadwozia
- familiare – nadwozie berlina, zwiększone w stosunku do wersji BN – charakterystyczna trzecia szybka boczna, często z rozkładanym trzecim rzędem siedzeń, z podłogi, między fotelami a kanapą
- commerciale – rozmiarowo wersja podobna do familiare, pierwszy produkowany hatchback, tylna klapa otwierana razem z szybą;
- kabriolet.

## Dane techniczne modelu 11BL
Model BL-11 przeznaczony był do przewozu 5 osób dorosłych. Samochód posiadał samonośne nadwozie stalowe. Masa własna samochodu wynosiła około 1088 kg, a dopuszczalna masa całkowita – 1500 kg.
- Nadwozie: zamknięte (berlina), 4-drzwiowe (przednie drzwi otwierane „pod prąd”). Maska silnika podnoszona do góry z dwóch stron. Zamykany bagażnik z tyłu pojazdu. Do 1952 koło zapasowe w specjalnej pokrywie klapy, po 1952 kufer z kołem zapasowym umieszczonym pod pokrywą.
- Układ nośny: karoseria samonośna. Koła przednie zawieszone na podwójnych wahaczach i podłużnych drążkach skrętnych. Koła tylne zawieszone na belce poprzecznej i poprzecznych drążkach skrętnych. Amortyzatory hydrauliczne, teleskopowe. Opony o wymiarze 5,25×16", firmy Michelin.
- Silnik: górnozaworowy z zapłonem iskrowym, gaźnikowy, czterosuwowy, czterocylindrowy, umieszczony wzdłużnie z przodu pojazdu (centralnie za przednią osią). Blok silnika i głowica żeliwne. Wymienne tuleje cylindrowe, silnik chłodzony cieczą z obiegiem wymuszonym pompą wodną. Objętość skokowa silnika: 1911 cm³, średnica cylindra: 78 mm, skok tłoka: 100 mm, moc: 41,2 kW (56 KM) przy 4000 obr./min.
- Układ napędowy: napęd na przednie koła, przenoszony przez mechanizm różnicowy i dwie półosie. Manualna skrzynia biegów z trzema biegami do przodu (biegi 2 i 3 synchronizowane) i biegiem wstecznym. Napęd z silnika przenoszony przez suche, jednotarczowe sprzęgło na skrzynię biegów umieszczoną przed silnikiem.
- Układ hamulcowy: hydrauliczny, bębnowy, bez wspomagania, działający na 4 koła. Mechaniczny hamulec ręczny działający na koła tylne.
- Układ kierowniczy: przekładnia zębatkowa, bez wspomagania, działająca na koła przednie.
- Instalacja elektryczna: napięcie oryginalnie 6V. Dwie elektryczne wycieraczki szyb (z opcją ręcznego użytku lewej wycieraczki).